# 乔治·里加尔
乔治·里加尔（法語：Georges Rigal，1890年1月6日—1974年3月25日），法国男子游泳、水球运动员。他曾代表法国参加1912年和1924年夏季奥林匹克运动会，其中1924年奥运会获得一枚金牌。